# Frankrikes damlandslag i vattenpolo
Frankrikes damlandslag i vattenpolo (franska: Équipe de France de water-polo féminin) representerar Frankrike i vattenpolo på damsidan. Laget tog brons vid Europamästerskapet 1987 på hemmaplan i Strasbourg och på nytt 1989 i Bonn.

## Resultat

### Världsmästerskap
- 1991 – 9:e
- 1994 – 9:e
- 2003 – 15:e
- 2015 – 14:e

### Europamästerskap
- 1985 – 7:e
- 1987 –  Bronsmedalj
- 1989 –  Bronsmedalj
- 1991 – 4:e
- 1993 – 5:e
- 1995 – 5:e
- 1997 – 8:e
- 1999 – 8:e
- 2001 – 8:e
- 2008 – 8:e
- 2014 – 7:e

### Fotnoter
1. ↑  Todor Krastev. ”Women Water Polo II European Championship 1987 Strasbourg (FRA) - 16-23.08 Winner Netherlands” (på engelska). Sport Statistics. Arkiverad från originalet den 14 februari 2016. https://web.archive.org/web/20160214135716/http://todor66.com/Water_Polo/Europe/Women_1987.html. Läst 5 augusti 2015.
2. ↑  Todor Krastev. ”Women Water Polo III European Championship 1989 Bonn (FRG) - 14-20-12.08 Winner Netherlands” (på engelska). Sport Statistics. Arkiverad från originalet den 14 februari 2016. https://web.archive.org/web/20160214124956/http://todor66.com/Water_Polo/Europe/Women_1989.html. Läst 4 augusti 2015.